# Station Beltrum-Zieuwent
Beltrum-Zieuwent (Bez) was een stopplaats aan de spoorlijn Zutphen - Gelsenkirchen-Bismarck. De stopplaats van Beltrum en Zieuwent was geopend van 1 mei 1892 tot 15 mei 1933.